# Замок мавров (Синтра)
Замок мавров (порт. Castelo dos Mouros) — замок раннего Средневековья, построенный маврами во времена арабского завоевания Португалии на господствующей вершине горы в окрестности города Синтра — пригорода Лиссабона. Стены замка хорошо сохранилась, замок активно посещается туристами. Замок и лес вокруг него входит в число объектов, охраняемых как Всемирное наследие ЮНЕСКО.

## История
Мавры построили здесь замок в IX или в X веках. В соответствии с арабскими хрониками, район Синтра был очень богатым и обладал плодородными полями.
Впоследствии крепость неоднократно переходила из рук мусульман к христианским рыцарям и обратно. В 1147 году, после того как король Афонсу I занял Лиссабон, мавры сдали замок без сопротивления. Афонсу I наделил жителей Синтры особыми правами, чтобы поощрить развитие региона. Во времена правления Саншу I замок был отремонтирован, и внутри был построен Храм Святого Петра (Igreja de São Pedro).
В XV веке большинство жителей спустилось вниз, туда, где находится современный город Синтра. В XVI веке замок потерял стратегическое значение и был покинут, последними его обитателями были евреи.
В 1830 году замок был уже разрушен, король Фернанду II стал восстанавливать замок в стиле средневекового романтизма, ему удалось перестроить стены и башни, храм остался в руинах.
Сам дворец Синтра построен на ближайшей к крепости возвышенности, у подножья которой создан уникальный ландшафтный парк Пена.

## Особенности замка
Замок разделён стенами на две части, общий периметр составляет 450 метров. Северные стены идут по естественному хребту, придавая замку природную защиту от врагов. Башни после перестройки остались на своём изначальном месте. Лучше всего сохранился участок стены при входе в замок.
В замке сохранилась оригинальная цистерна для создания больших запасов воды на случай осады.

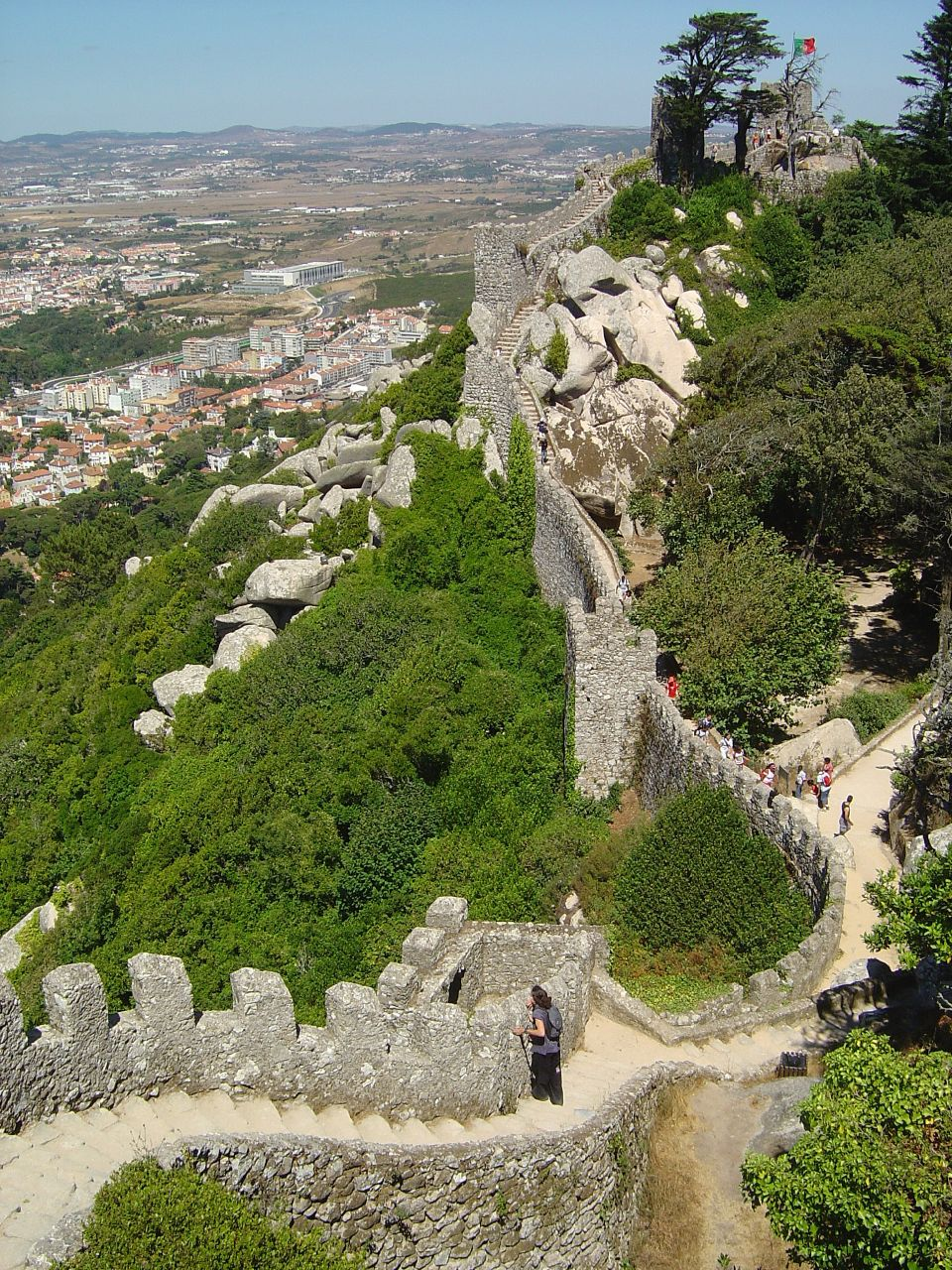
Крепостные стены замка.
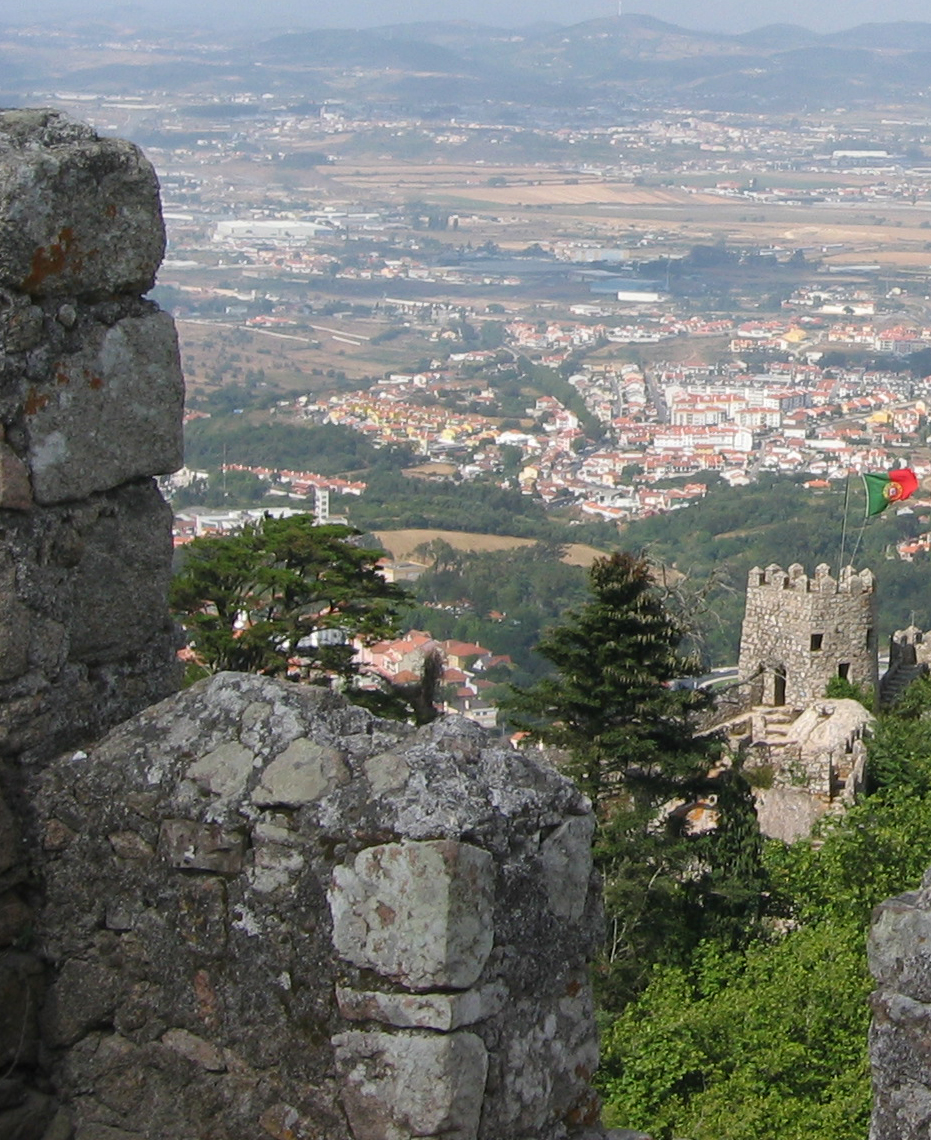
Вид на город со стен замка.
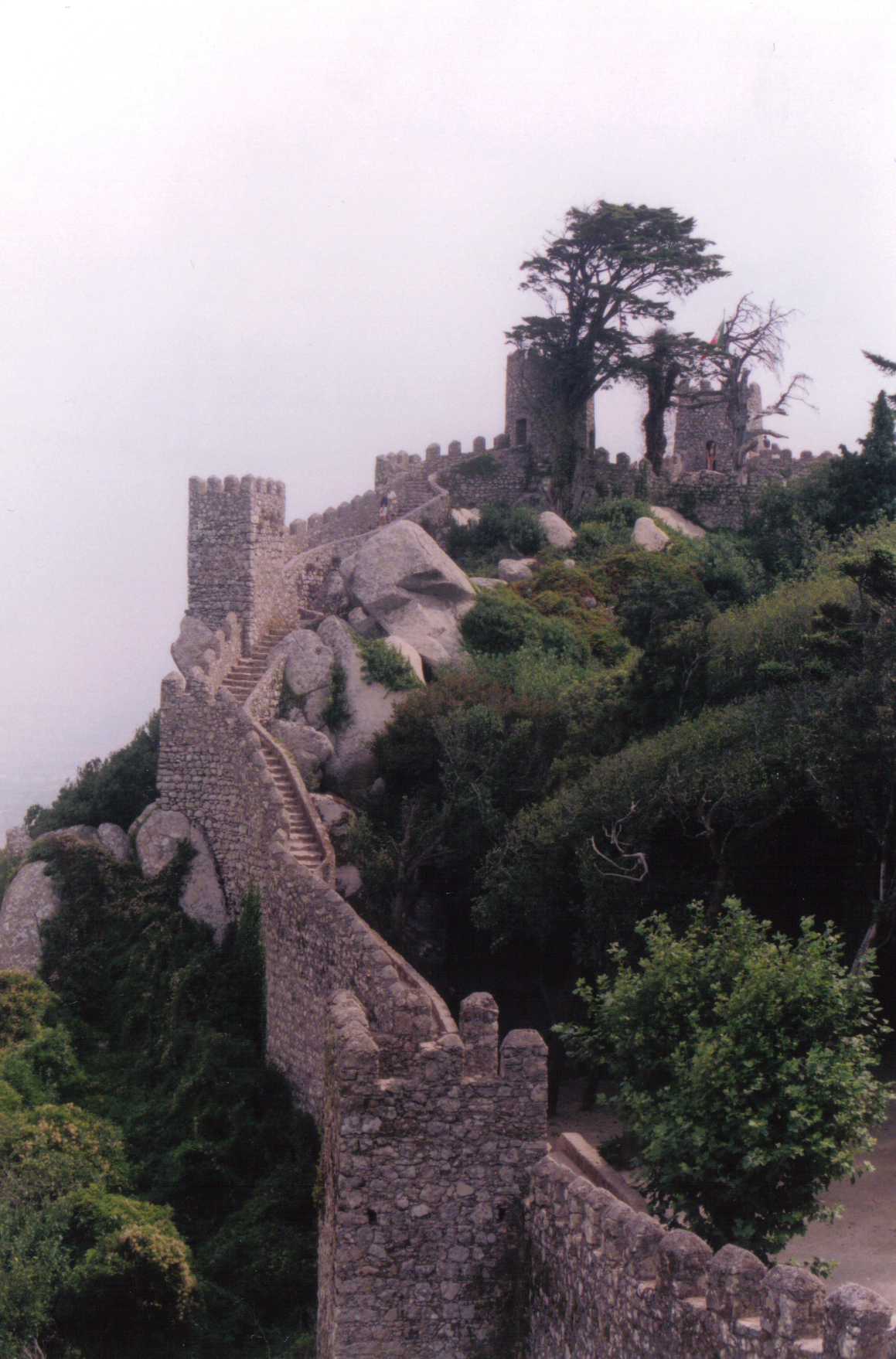
Крепостные стены замка.